# Tổ chức hành nghề công chứng
Tổ chức hành nghề công chứng bao gồm Phòng công chứng và Văn phòng công chứng được tổ chức và hoạt động theo quy định của Luật công chứng do Quốc hội Nhà nước XHCN Việt Nam bàn hành ngày 20/06/2014  và các văn bản quy phạm pháp luật khác có liên quan.
Phòng công chứng và Văn phòng công chứng có nhiệm vụ và trách nhiệm nghề nghiệp như nhau, tuy nhiên đây là hai tổ chức khác biệt.
Tổ chức hành nghề công chứng thực hiện hai nghiệp vụ chính là công chứng và chứng thực

## Quyền của tổ chức hành nghề công chứng
1. Ký hợp đồng làm việc, hợp đồng lao động với công chứng viên và các nhân viên làm việc cho tổ chức mình.
2. Thu phí công chứng, thù lao công chứng, chi phí khác.
3. Cung cấp dịch vụ công chứng ngoài ngày, giờ làm việc của cơ quan hành chính nhà nước để đáp ứng nhu cầu công chứng của nhân dân.
4. Được khai thác, sử dụng thông tin từ cơ sở dữ liệu công chứng.
5. Các quyền khác theo quy định của Luật công chứng và các văn bản quy phạm pháp luật khác có liên quan.

## Nghĩa vụ của tổ chức hành nghề công chứng
1. Quản lý công chứng viên hành nghề tại tổ chức mình trong việc tuân thủ pháp luật và quy tắc đạo đức hành nghề công chứng.
2. Chấp hành quy định của pháp luật về lao động, thuế, tài chính, thống kê.
3. Thực hiện chế độ làm việc theo ngày, giờ làm việc của cơ quan hành chính nhà nước.
4. Niêm yết lịch làm việc, thủ tục công chứng, nội quy tiếp người yêu cầu công chứng, phí công chứng, thù lao công chứng và chi phí khác tại trụ sở của tổ chức mình.
5. Mua bảo hiểm trách nhiệm nghề nghiệp cho công chứng viên của tổ chức mình và bồi thường thiệt hại theo quy định tại Luật công chứng
6. Tiếp nhận, tạo điều kiện thuận lợi và quản lý người tập sự hành nghề công chứng trong quá trình tập sự tại tổ chức mình.
7. Tạo điều kiện cho công chứng viên của tổ chức mình tham gia bồi dưỡng nghiệp vụ công chứng hằng năm.
8. Thực hiện yêu cầu của cơ quan nhà nước có thẩm quyền về việc báo cáo, kiểm tra, thanh tra, cung cấp thông tin về hợp đồng, giao dịch, bản dịch đã công chứng.
9. Lập sổ công chứng và lưu trữ hồ sơ công chứng.
10. Chia sẻ thông tin về nguồn gốc tài sản, tình trạng giao dịch của tài sản và các thông tin khác về biện pháp ngăn chặn được áp dụng đối với tài sản có liên quan đến hợp đồng, giao dịch do công chứng viên của tổ chức mình thực hiện công chứng để đưa vào cơ sở dữ liệu công chứng quy định tại Luật công chứng.
11. Các nghĩa vụ khác theo quy định của Luật công chứng và các văn bản quy phạm pháp luật khác có liên quan.